# 할리우드/하일랜드역
할리우드/하일랜드 역 (Hollywood/Highland Station)은 로스앤젤레스 군 광역철도 빨간선역중 하나이다. 할리우드 대로(Hollywood Blvd)랑 하이랜드 거리(Highland Ave)의 교차로에 위치되어 있는 지하철역이다.
이 역은 할리우드의 빨간선 최북단 역이다. 이 다음 북쪽의 역은 산페르난도 밸리(San Fernando Valley)의 유니버설시티/스튜디오시티 역이다.
할리우드 대로에 들어가면, 할리우드/하일랜드 역은 할리우드의 관광지 중심부에 위치하고 있으며, 인근에 돌비 극장, 리플리의 믿거나 말거나 박물관, 할리우드 박물관이 있다. 뉴욕의 타임스 스퀘어에서와 마찬가지로, 외부 보도의 의상을 입은 캐릭터는 관광객들과 함께 사진을 제공한다.

## 역 구조
| 지상 1층 | 길거리                          | 출입구 (내려감)                                                                                |
| 지하 1층 |                                 | 출입구 (올라감), 표 사는 곳, 개찰구                                                            |
| 지하 2층 | 빨간선                          | ← 유니버설시티/스튜디오시티 역 Universial City/Studio City Station ← 노스할리우드행 (종착점행) |
| 지하 2층 | 섬식 승강장, 왼쪽 출입문이 열림 |                                                                                                |
| 지하 2층 | 빨간선                          | → 할리우드/바인 역 Hollywood/Vine Station → 유니언역행 (기점행)                                |

할리우드/하이랜드 역은 2층 건물이다. 상부층은 티켓 기계가 있는 대합실이며 하부층은 승강장 층이다. 역은 두 개의 선로가 있는 간단한 섬식 승강장을 사용한다. 구조적으로 할리우드/하일랜드 역은 다른 지하철 역과 유사점을 가지고 있으며, 역 출구 설계는 뉴욕의 타임스 스퀘어-42번가/포트 오소리티 버스 터미널 역의 출구에서 영감을 얻었을 수도 있다.

### 디자인과 건축

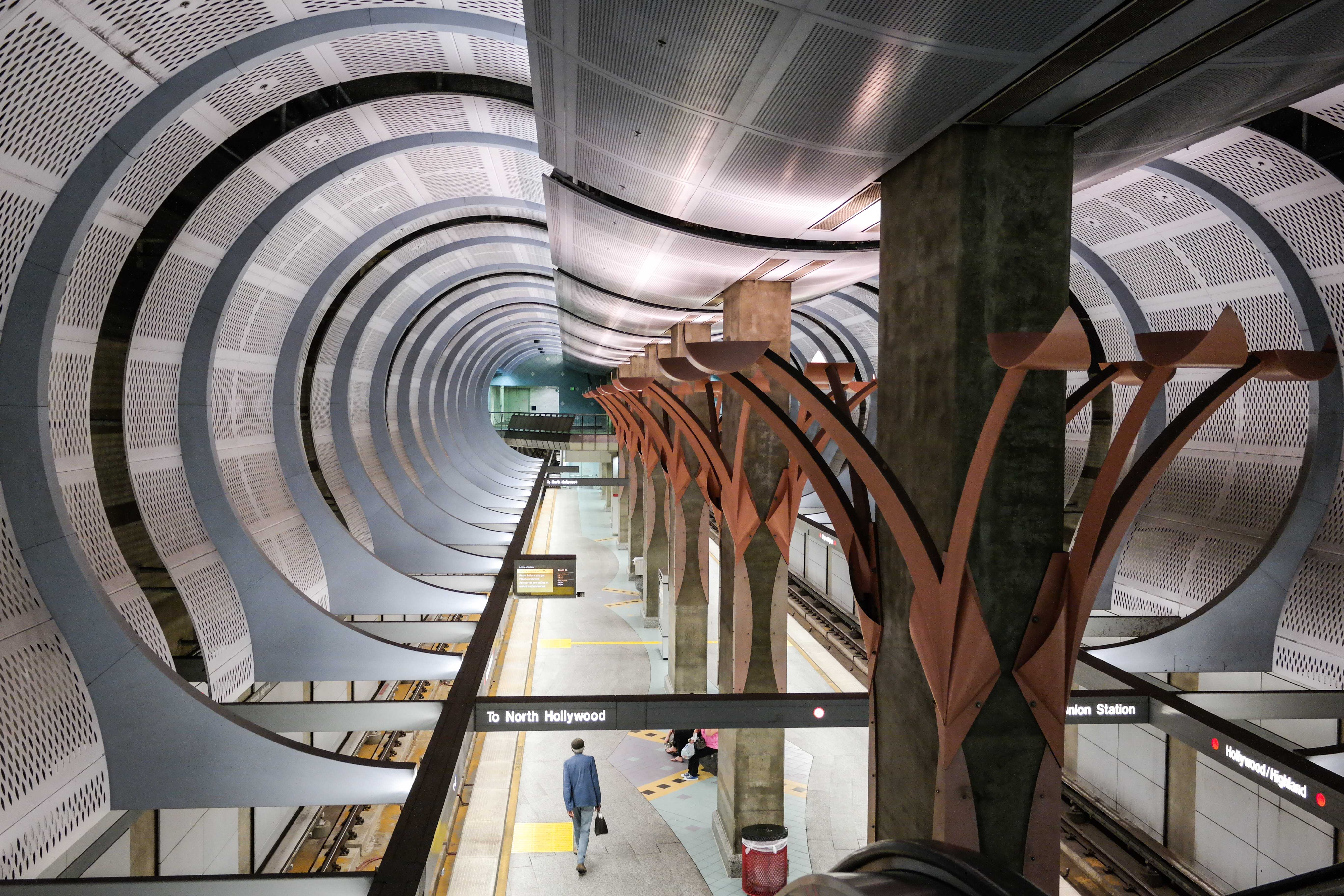
대합실 층에서 바라본 모습

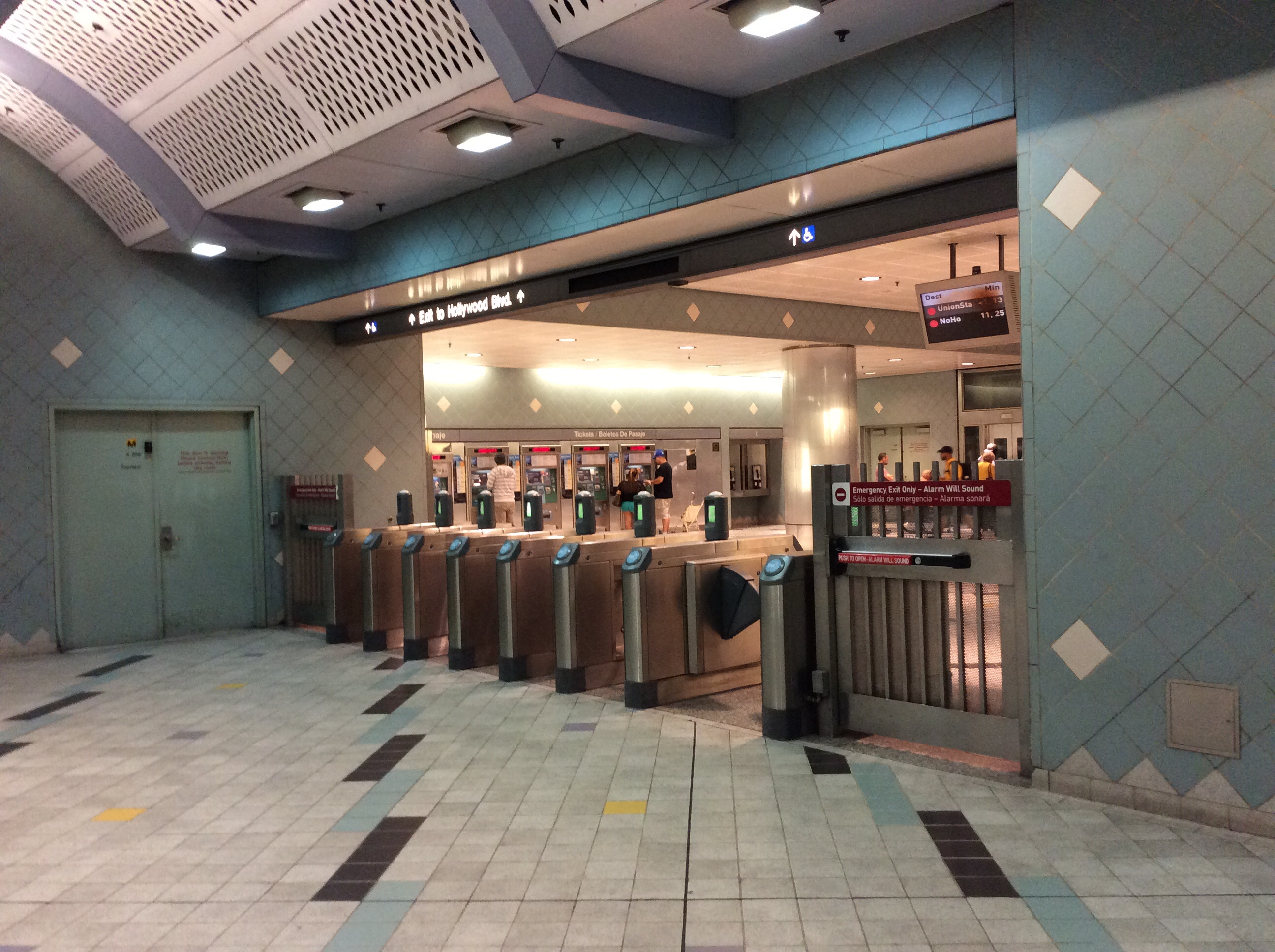
개찰구와 티켓 자동 판매기

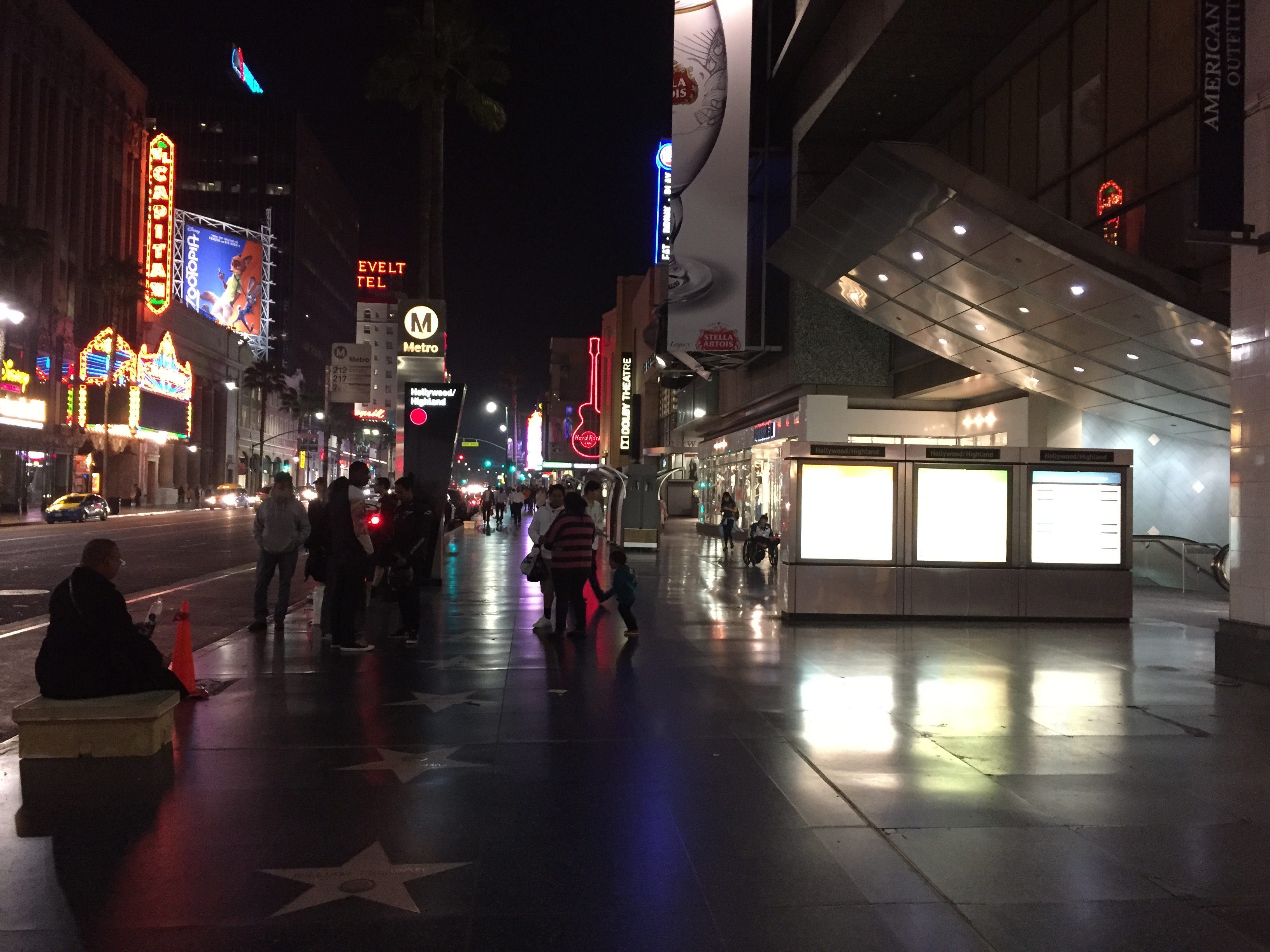
2016년 밤의 역 출구

역의 건축 설계는 3개의 다른 회사에 의해 팀을 이루어졌다. 역의 디자이너는 쉴라 클라인(Sheila Klein)이고 역의 건설자는 캐논디자인(CannonDesign)이다. 조명,재료 및 기계설계의 책임은 HLB 조명 설계(HLB Lighting Design)에 주어졌다.
역의 건설은 HLB에 따르면, 메트로에서 주어진 장비로 어렵게 만들어졌다. 역의 조명 기둥은 꽃처럼 닮았으며, '배와 닮은' 부드러운 천장과 잘 조화되도록 크기를 정했다. 쉴라 클라인은 역의 건축물을 "Underground Girl"으로 이름지었다.

## 열차 운행 정보
빨간선 운행 시간은 대략 매일 오전 5시부터 오전 12시 45분까지이다.

## 향후 크렌쇼/LAX 연결
건설중인 크렌쇼/LAX 선은 웨스트할리우드, 비버리힐스, 크렌쇼 지구, 레어머트 파크, 미라클 마일, 잉글우드, LAX에 연결되는 엑스포/크렌쇼 역 발 북부 연장선을 통해 이 역에서 시종착한다. 엑스포선, 보라선, 초록선 및 제안된 LAX 경전철과의 연결도 가능하다.

## 위치
역은 할리우드의 할리우드 대로(Hollywood Boulevard)와 하일랜드 애비뉴(Highland Avenue)의 주요 도로 사이의 교차로에 위치하고 있다. 할리우드/하일랜드 역은 같은 이름의 쇼핑 센터와 돌비 극장 아래에 있다. 테러에 대한 우려로 2002년 아카데미 시상식 이후로 폐쇄되었었다.